# Amolops torrentis
Amolops torrentis é uma espécie de anfíbio da família Ranidae.
É endémica da China.
Os seus habitats naturais são: florestas subtropicais ou tropicais húmidas de baixa altitude, rios e plantações .
Está ameaçada por perda de habitat.